# 미나토미라이역
미나토미라이역(일본어: みなとみらい駅)은 일본 가나가와현 요코하마시 니시구에 위치한 요코하마 고속 철도 미나토미라이선의 역이다. 역 번호는 MM03이다.
본 역 주변 지구(미나토미라이 지구)는 요코하마 시 도심의 하나인 "요코하마 도심"으로 지정되었다.

## 역 구조
섬식 승강장 1면 2선의 지하역이다. 바샤미치는 퀸스 스퀘어 요코하마의 직하부에 있고, 지하 4층의 승강장에서 지상층까지 천장이 뚫려 있는 구조이다.
개찰구는 2개 존재한다(퀸스 스퀘어 요코하마 방향 개찰구는 지하 3층 미술관 쪽의 개찰구보다 높은 층에 위치한다). 또한, 출입구는 7개 있다.
1 ~ 4번 출입구는 미술관 쪽의 개찰구 외에는 퀸스 스퀘어 쪽 개찰구와 가깝다.
플랫폼과 미술관 쪽 개찰구의 사이는 1번 승강장 부근에의 상하 양방향 에스컬레이터(상하로 모두 3대)가 존재한다. 승강장과 퀸스 스퀘어 쪽 개찰구 간은 상하 양방향의 에스컬레이터를 타고 계단이 평행한 것이 2개 있고 엘리베이터가 1대 존재한다.

### 승강장
| 번호 | 노선            | 방향 | 행선                              |
| ---- | --------------- | ---- | --------------------------------- |
| 1    | 미나토미라이 선 | 하행 | 모토마치·주카가이 방면            |
| 2    | 미나토미라이 선 | 상행 | 요코하마・시부야・이케부쿠로 방면 |

#### 비고
- 역 구내의 승강장 안내에서는, 노선명이 표기되지 않았다.
- 유료 좌석 지정 열차 "S-TRAIN"은, 토요일과 휴일 다이어에만 미나토미라이 선에 입선함으로써 본 역에도 정차한다. 또한, 본 역에서 미나토미라이 선내에만 승차하는 것은 없다. 단, 도요코 선 내 승차나 지유가오카역에서 당역 구간까지는 승차 가능하다.

## 역 주변
- 퀸스 스퀘어 요코하마 (직결)
  - at!
  - 퀸스 이스트
  - 퀸스 스퀘어 요코하마 우체국
  - 요코하마 미나토미라이 홀
  - 요코하마 베이 호텔 도큐
- 요코하마 랜드마크 타워
  - 스카이 가든 (전망 플로어)
  - 도크 야드 가든 (중요 문화재)
  - 요코하마 랜드마크 타워 우체국
  - 휘트니스 클럽 리브 요코하마
- 요코하마 국제 평화회의장
  - 국제 회의장
  - 요코하마 그랜드 인터콘티넨탈 호텔
- 요코하마 미술관
- MARK IS 미나토미라이 (직결)
  - Orbi Yokohama (대자연 체감 뮤지엄)
- 미나토미라이 센터 (직결)
- 미나토미라이 비즈니스 스퀘어 (직결)
- 미나토미라이 그랜드 센트럴 타워
- 요코하마 미디어 타워
- 요코하마 은행 본점 빌딩
- 그랜드몰 공원
- 린코 파크
- 닛폰마루 메모리얼 파크
  - 닛폰마루
  - 요코하마 항구 박물관
- 요코하마 월드 포터스
  - 이온 시네마 (영화관)
- 요코하마 코스모월드
  - 코스모 클락 21 (대관람차)
- 안도 모모후쿠 발명기념관
- 요코하마 아카렌가 창고

## 역사
- 2004년 2월 1일: 요코하마 고속 철도 미나토미라이21 선의 개통과 동시에 영업 개시.

## 사진

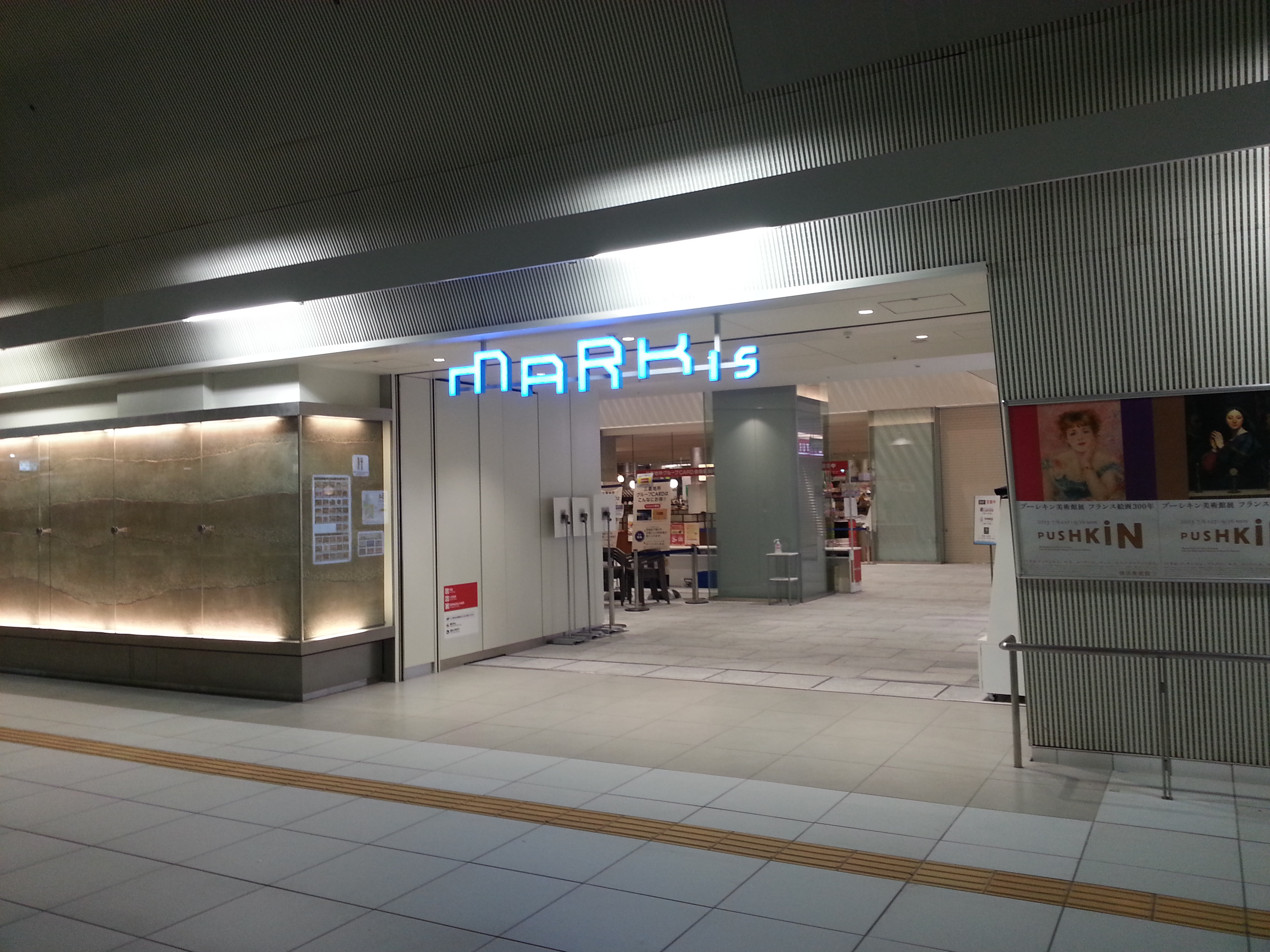
MARK IS 미나토미라이 연결통로
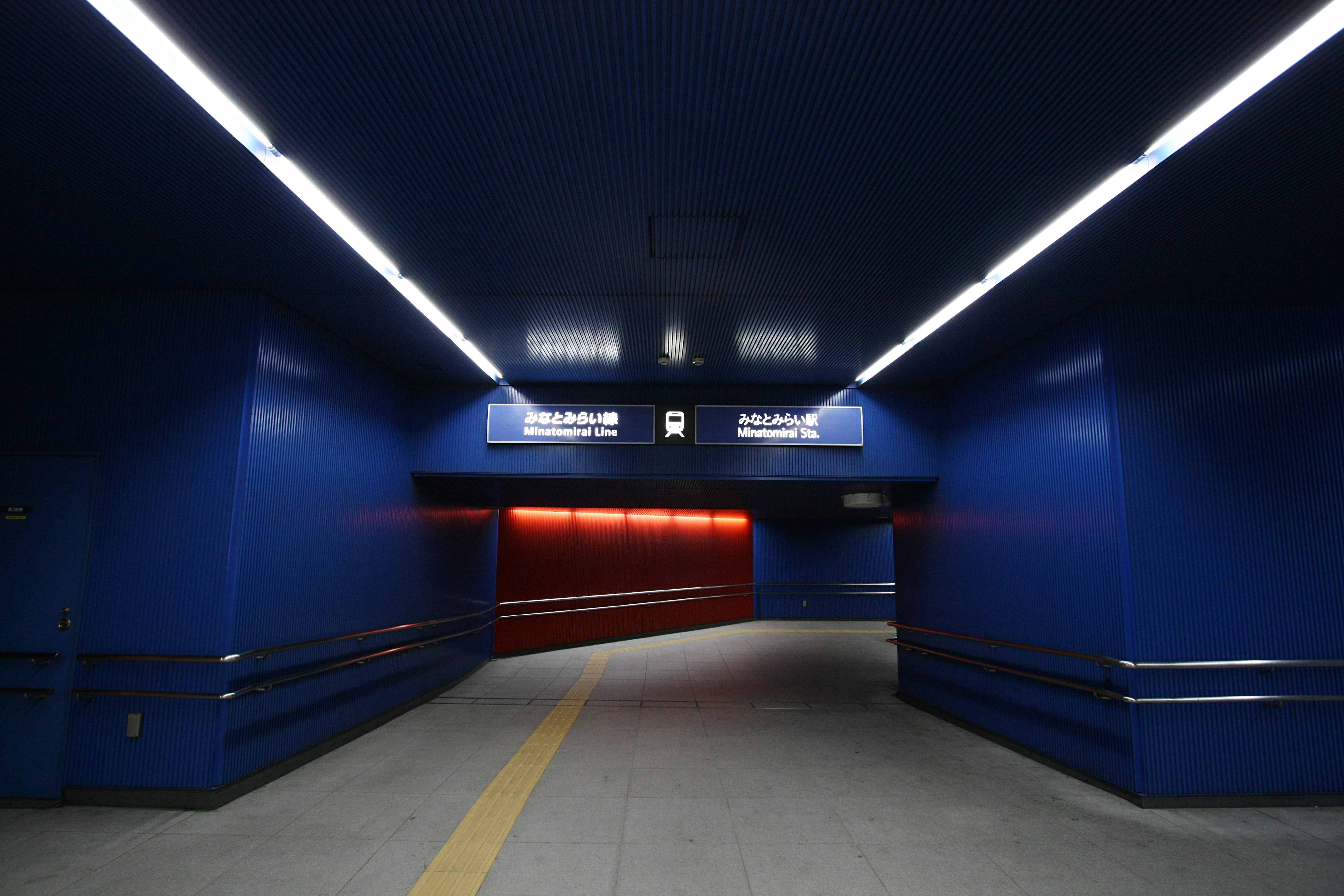
지하통로
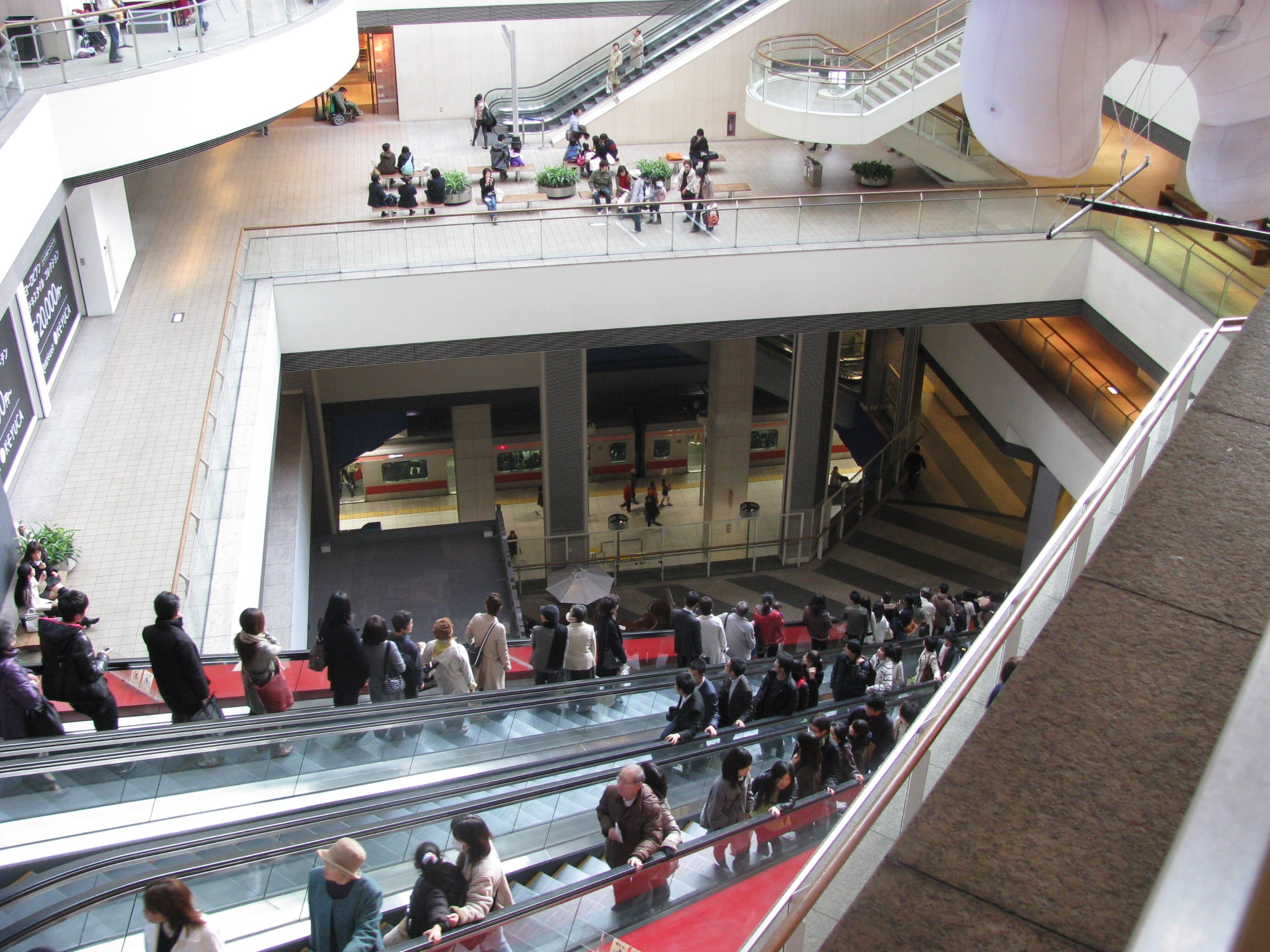
퀸스 스퀘어 요코하마 통층 구조에서 본 미나토미라이역 승강장
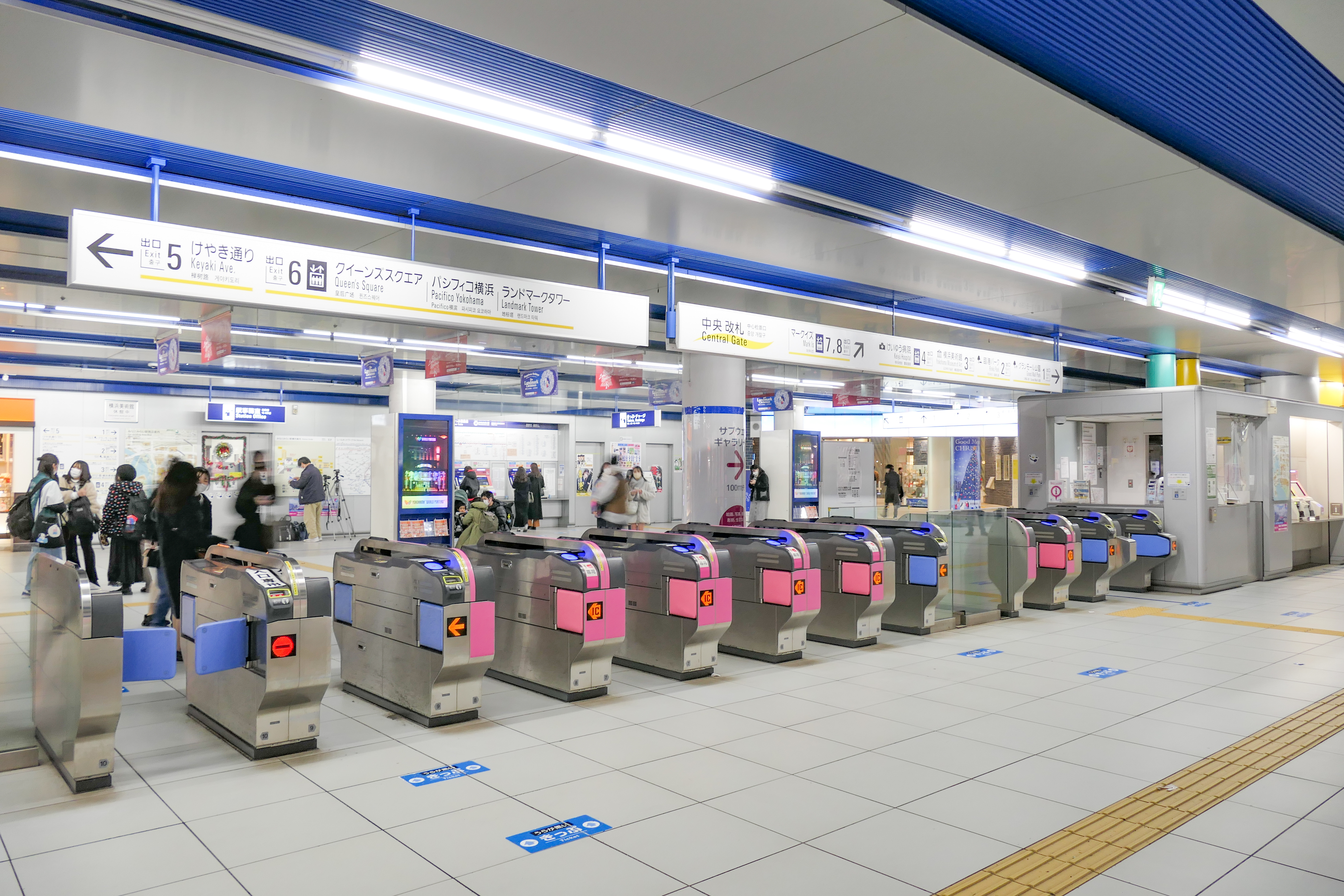
개찰구
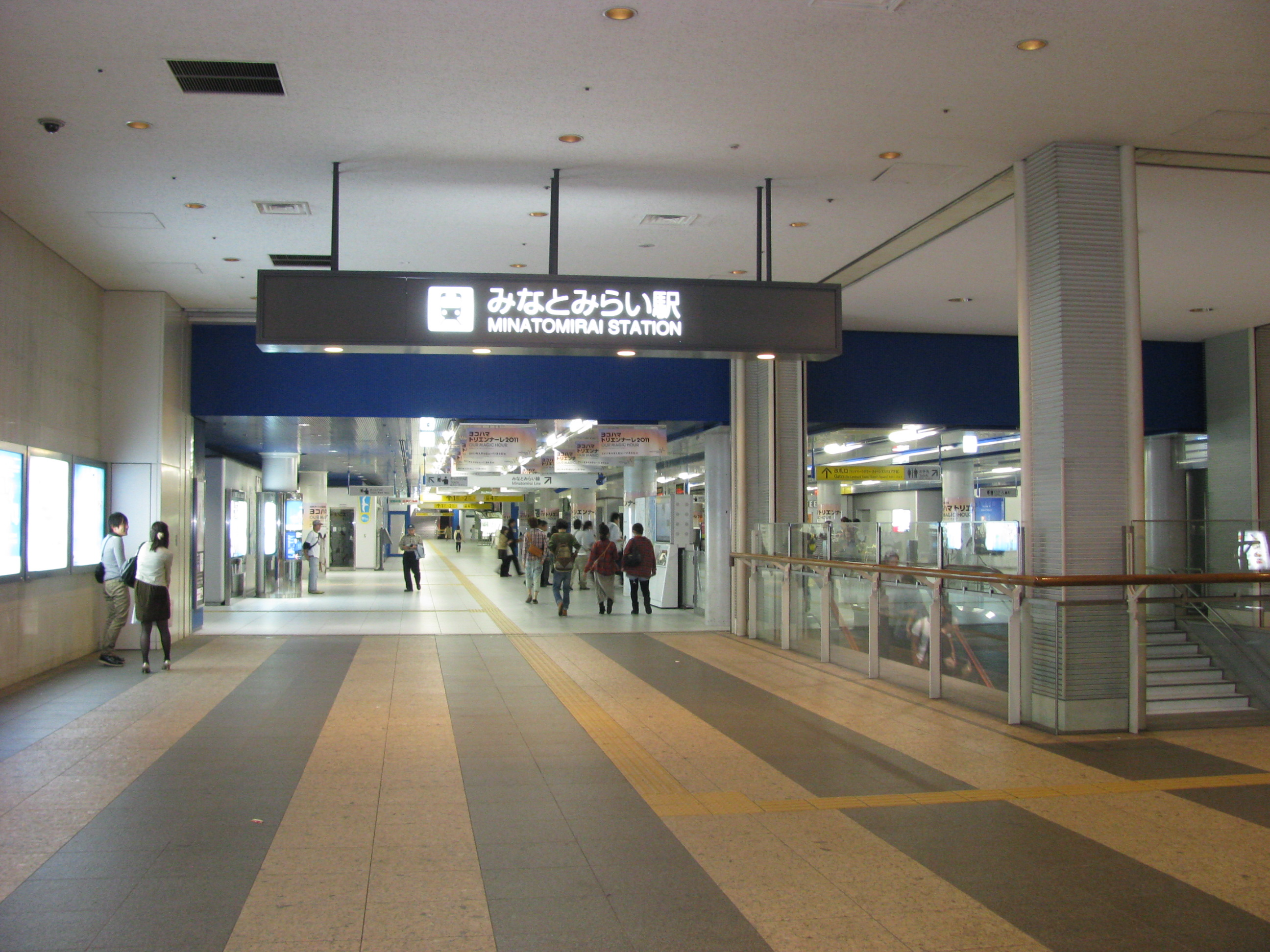
대합실
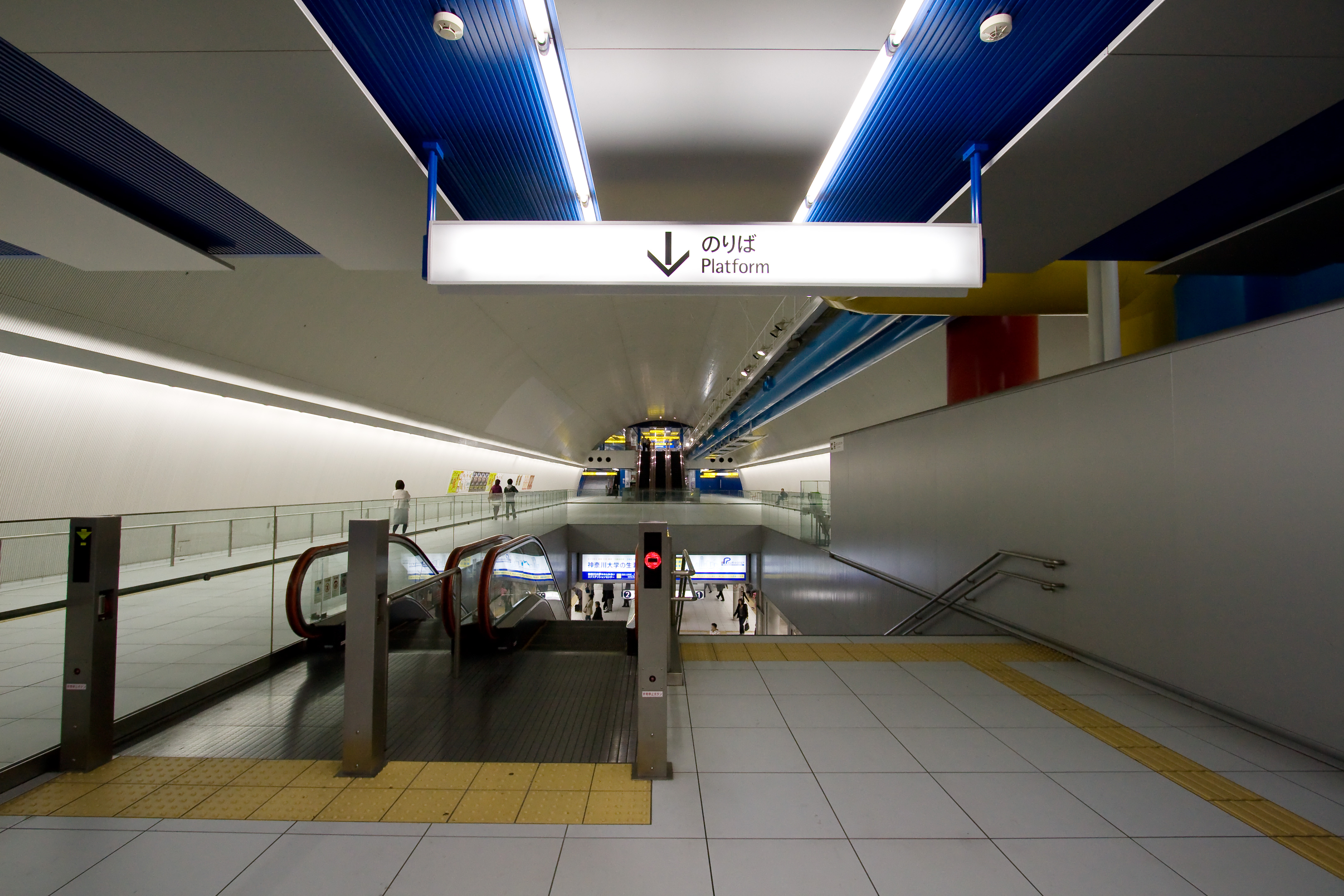
승강장으로 연결되는 에스컬레이터

## 인접역
| 요코하마 고속 철도 미나토미라이선 | 요코하마 고속 철도 미나토미라이선                      | 요코하마 고속 철도 미나토미라이선             |
| --------------------------------- | ------------------------------------------------------ | --------------------------------------------- |
| MM01 요코하마 요코하마 방면       | ■ 특급 (F라이너 포함)                                  | 모토마치·주카가이 MM06 모토마치·주카가이 방면 |
| MM01 요코하마 요코하마 방면       | □ 통근특급・■ 급행 (바샤미치 방향은 당역에서 각역정차) | 바샤미치 MM04 모토마치·주카가이 방면          |
| MM02 신타카시마 요코하마 방면     | ■ 각역정차                                             | 바샤미치 MM04 모토마치·주카가이 방면          |